# Frank De Coninck
Frank De Coninck (* 11. Februar 1945 in Blankenberge; † 11. März 2022 in Sint-Lambrechts-Woluwe) war ein belgischer Botschafter.

## Leben
Von 1968 bis 1975 war er Lehrer für Geschichte in Zaire. 1975 trat er in den auswärtigen Dienst. In den Jahren  1975/76 war er in Barcelona, Nairobi, Islamabad, beim Heiligen Stuhl, in Dakar und in Den Haag akkreditiert. Vom 22. November 1994 bis 28. August 1997 war Coninck zunächst als Botschafter in Kigali in Ruanda, anschließend vom 28. August 1997 bis 22. November 2000 in Kinshasa in der Demokratischen Republik Kongo und schließlich von 2000 bis 2002 als Botschafter at Large zu den großen Seen in Zentralafrika tätig.
2001 wurde Frank De Coninck zum Generaldirektor des belgischen Außenministeriums berufen. Als letzter Marschal des königlich belgischen Hofes verwaltete er das königliche Vermögen: das Hofamt wurde mit seinem Wechsel an den heiligen Stuhl abgeschafft.
| Vorgänger                  | Amt                                                                | Nachfolger       |
| -------------------------- | ------------------------------------------------------------------ | ---------------- |
| Johan Swinnen              | belgischer Botschafter in Kigali 1994–1997                         | —                |
| Johan Van Dessel           | belgischer Botschafter in Kinshasa 1997–2000                       | Renier Nijskens  |
| —                          | Botschafter at Large zu den großen Seen in Zentralafrika 2000–2002 | —                |
| Gérard Jacques             | Hofmarschall des belgischen Hofes 2002–2006                        | —                |
| Benoît Cardon de Lichtbuer | Belgischer Botschafter beim Heiligen Stuhl 2006–2010               | Charles Ghislain |